# Tokelau
Tokelau er en øgruppe under New Zealand i det sydlige Stillehav. Øgruppen består af tre atoller, og der bor cirka 1.400 mennesker på øerne. Da Tokelau formelt set er under den britiske konge, er der på hans vegne udpeget en administrator. Den nuværende hedder Don Higgins.
- Wikimedia Commons har flere filer relateret til Tokelau

9°10′00″S 171°50′00″V / 9.1667°S 171.8333°V